# Napothera rufipectus
A Napothera rufipectus a madarak osztályának verébalakúak (Passeriformes) rendjébe és a Pellorneidae családjába tartozó faj.

## Rendszerezése
A fajt Tommaso Salvadori olasz ornitológus írta le 1879-ben, a Turdinus nembe Turdinus rufipectus néven. Egyes szervezetek szerint, jelenleg is ide tartozik.

## Előfordulása
Délkelet-Ázsiában, az Indonéziához tartozó Szumátra szigetén honos. A természetes élőhelye a szubtrópusi vagy trópusi síkvidéki- és hegyi esőerdők. Állandó, nem vonuló faj.

## Megjelenése
Testhossza 18-19 centiméter.

## Életmódja
Rovarokkal és kisebb csigákkal táplálkozik.